# Kisfástanya megállóhely
Kisfástanya megállóhely egy Szabolcs-Szatmár-Bereg vármegyei vasúti megállóhely Tiszalök településen, melyet a MÁV üzemeltet. A város központjától mintegy 8-9 kilométerre keletre helyezkedik el, a névadó külterületi településrész északi széle közelében; közúti elérését a 3612-es út biztosítja.

## Vasútvonalak
A megállóhelyet az alábbi vasútvonalak érintik:
- Ohat-Pusztakócs–Görögszállás-vasútvonal

## Kapcsolódó állomások
A megállóhelyhez az alábbi állomások vannak a legközelebb:
- Hajnalos megállóhely (Ohat-Pusztakócs–Görögszállás-vasútvonal)
- Tiszaeszlár megállóhely (Ohat-Pusztakócs–Görögszállás-vasútvonal)

## Forgalom
| Járat        | Útvonal                                                                                             | Gyakoriság   |
| ------------ | --------------------------------------------------------------------------------------------------- | ------------ |
| személyvonat | Tiszalök – Hajnalos – Kisfástanya – Tiszaeszlár – Bashalom – Görögszállás – Nyírtelek – Nyíregyháza | Napi 1 pár   |
| személyvonat | Tiszalök – Hajnalos – Kisfástanya – Tiszaeszlár – Bashalom – Görögszállás                           | 1-2 óránként |